# Área metropolitana de Charleston-North Charleston-Summerville
El área metropolitana de Charleston o conocida oficialmente como Área Estadística Metropolitana de Charleston-North Charleston-Summerville, SC MSA por la Oficina de Administración y Presupuesto, es un Área Estadística Metropolitana centrada en la ciudad de Charleston, en el estado estadounidense de Carolina del Sur. El área metropolitana tiene una población de 664.607 habitantes según el Censo de 2010, convirtiéndola en la 79.º área metropolitana más poblada de los Estados Unidos.

## Composición
Los 3 condados del área metropolitana, junto con su población según los resultados del censo 2010:
- Berkeley – 177 843 habitantes
- Charleston – 350 209 habitantes
- Dorchester – 136 555 habitantes

## Principales comunidades del área metropolitana
Ciudades principales 
- Charleston
- North Charleston

Comunidades con más de 25 000 habitantes 
- Goose Creek
- Mount Pleasant
- Summerville